# Hans von Franckenberg
Hans von Franckenberg (—) foi um jornalista e escritor alemão que trabalhou no Brasil e Argentina.
Oficial prussiano, chegou ao Brasil logo depois do final da Guerra do Paraguai, trabalhou como professor particular, escreveu também livros didáticos, como o Historia do Brazil: obra approvada pelo Conselho de Instrucção do Estado do Rio Grande do Sul e adoptada nas Aulas Públicas de mesmo Estado. Enquanto trabalhava como professor em São Leopoldo, fundou o jornal Die Neue Zeit, que durou apenas um ano.
Em 1880 fundou o jornal Vorwärts (Avante) em Porto Alegre, do qual só circularam poucos números. Foi redator do Deutsche Zeitung de 1882 a 1886, quando foi substituído por Wilhelm Schweitzer. Emigrou então para Buenos Aires, onde trabalhou no jornal Argentinisches Tageblatt.